# Jetenovice
Jetenovice jsou vesnice, část obce Velký Bor v okrese Klatovy v Plzeňském kraji. Nachází se asi tři kilometry severozápadně od Velkého Boru. Jetenovice jsou také název katastrálního území o rozloze 6,48 km². Vesnicí protéká Březový potok a jižní částí katastrálního území vede železniční trať Plzeň – České Budějovice, na které je zde zastávka Jetenovice.

## Historie
První písemná zmínka o vesnici pochází z roku 1334.

## Obyvatelstvo
| Rok            | 1869 | 1880 | 1890 | 1900 | 1910 | 1921 | 1930 | 1950 | 1961 | 1970 | 1980 | 1991 | 2001 | 2011 | 2021 |
| -------------- | ---- | ---- | ---- | ---- | ---- | ---- | ---- | ---- | ---- | ---- | ---- | ---- | ---- | ---- | ---- |
| Počet obyvatel | 288  | 341  | 327  | 279  | 246  | 265  | 254  | 207  | 204  | 181  | 167  | 158  | 156  | 123  | 110  |
| Počet domů     | 41   | 57   | 50   | 53   | 54   | 53   | 53   | 55   | 50   | 50   | 49   | 59   | 60   | 61   | 60   |

## Obecní správa
Při sčítání lidu v letech 1850–1879 Jetenovice byly osadou obce Maňovice v okrese Strakonice. V letech 1880–1975 byly samostatnou obcí, se kterým patřily nejprve do okresu Strakonice, ale v roce 1950 v okrese Horažďovice a od roku 1960 v okrese Klatovy. Od 1. července 1975 jsou částí obce Velký Bor v okrese Klatovy.

## Pamětihodnosti
- Boží muka